# Publius Aelius Tubero
Publius Aelius Tubero (Kr. e. 3. század – Kr. e. 2. század) római politikus. A plebeius Aelia genshez tartozó Tubero család első ismert tagja.
Életéről keveset tudunk. Megválasztották Kr. e. 202 egyik aedilis curulisának, ám lemondott kollégájával, Lucius Laetoriusszal együtt, mivel az augurok kedvezőtlen előjeleket észleltek. A következő évben praetor lett, magistraturáját Szicíliában töltötte. Kr. e. 189-ben, III. Antiokhosz legyőzése után a Kis-Ázsiába menesztett tíztagú bizottság tagja volt. Kr. e. 177-ben ismét praetor volt.